# Alehorn of Power
Alehorn of Power est un festival américain de heavy metal créé et organisé par Greg Spalding (batteur de Bible of the Devil), en 2006 à Chicago (Illinois).

## Programmations

### 2006-Alehorn of Power
10 juin 2006, Double Door, Chicago.
- Manilla Road
- The Lord Weird Slough Feg
- Bible of the Devil
- Winterhawk
- Twisted Tower Dire
- The Gates of Slumber

### 2007-Alehorn of Power II
16 juin 2007, Double Door, Chicago.
- The Lord Weird Slough Feg
- Novembers Doom
- Bible of the Devil
- Crescent Shield
- Widow
- Valkyrie

### 2008-Alehorn of Power III
9 août 2008, Double Door, Chicago.
- Trouble
- The Lord Weird Slough Feg
- Bible of the Devil
- Pharaoh
- Icarus Witch
- Valkyrie

### 2009-Alehorn of Power IV
5 août 2009, Cobra Lounge, Chicago.
- The Lord Weird Slough Feg
- Bible of the Devil
- Hammers of Misfortune
- Ludicra
- Argus
- Superchrist

### 2011-Alehorn of Power V
11 juin 2011, Double Door, Chicago.
- Orange Goblin
- Nachtmystium
- Bible of the Devil
- Buried at Sea
- Zuul

### 2012-Alehorn of Power VI
14 juillet 2012, Reggie's Rock Club, Chicago.
- Dawnbringer
- The Skull (anciens membres de Trouble)
- Bible of the Devil
- Oblong Box
- Borrowed Time

### 2013-Alehorn of Power VII
2 novembre 2013, Reggie's Rock Club, Chicago,.
- Manilla Road
- High Spirits
- Bible of the Devil
- Harbinger
- Ancient Dreams

## Sources
- (en) Cet article est partiellement ou en totalité issu de l’article de Wikipédia en anglais intitulé « Alehorn of Power » (voir la liste des auteurs).